# Götz Uebe
Götz Uebe (* 1938 in Berlin) ist ein deutscher Statistiker. 

## Leben
Nach der Promotion am 15. Juli 1969 in Bonn lehrte er von 1979 bis 2003 als Professor für Statistik and Quantitative Ökonomik an der Helmut-Schmidt-Universität.

## Schriften (Auswahl)
- Optimale Fahrpläne. Berlin 1970, OCLC 609314643.
- mit Dieter Hochstädter: Ökonometrische Methoden. Berlin 1970, OCLC 875752246.
- Produktionstheorie. Berlin 1976, ISBN 3-540-07541-0.
- mit Martin Schäfer: Einführung in die Statistik für Wirtschaftswissenschaftler. München 1991, ISBN 3-486-21759-3.

| Personendaten    | Personendaten         |
| ---------------- | --------------------- |
| NAME             | Uebe, Götz            |
| KURZBESCHREIBUNG | deutscher Statistiker |
| GEBURTSDATUM     | 1938                  |
| GEBURTSORT       | Berlin                |